# 范言
范言，字孔嘉，號菁陽。明朝政治人物。浙江秀水縣人。

## 生平
范瑨侄子。嘉靖四年（1525年）乙酉科浙江鄉試舉人，五年（1526年）丙戌科同進士出身。担任湖廣承宣佈政使司蒲圻縣知縣（今屬湖北省赤壁市）。降保定府儒學教授，遷國子博士。歷官國子監丞。出爲雲南大理府同知致仕。著作有《四音存稿》、《菁陽集》。

## 家族
父范璋，字朝東，成化十六年庚子舉人，著有《静远堂集》。子范之京，庠生。孫范應賓，萬曆二十年壬辰進士，官工部主事。

## 外部連結
- 范言 （页面存档备份，存于） 嘉興名人

| 官衔        | 官衔                      | 官衔        |
| ----------- | ------------------------- | ----------- |
| 前任： 不詳 | 湖廣蒲圻縣知縣 嘉靖間上任 | 繼任： 不詳 |